# Краснопільський район (Україна)
Краснопільський район — колишній район Сумської області, що розташовувався у південно-східній її частині. Існував у 1923 - 1962, 1965 - 2020 роках. Нині територія району повністю у складі Сумського району (Краснопільська селищна, Верхньосироватська, Миропільська сільські об'єднані територіальні громади).

## Географія
Район межував на сході з Суджанським і Біловським районами Курської та Красноярузьким і Грайворонським Бєлгородської областей Російської Федерації, на півдні — з Великописарівським районом, на заході — з Тростянецьким районом, на півночі — із Сумським районом Сумської області.
Районний центр: Краснопілля.
По території району проходить державний кордон з Російською Федерацією протяжністю 110 км із 498 км українсько-російського кордону області. На кордоні в Пушкарному розташований пункт пропуску залізничним транспортом, а в селі Покровка автомобільним транспортом.
Район розташований в південно-східній частині Сумської області в лісостеповій зоні. По території району протікає більше 16 малих річок, довжиною 353,7 км, серед яких Псел, Удава, Рибиця, Прикіл, Грязний, Корова, Пожня, Дернова, Закобилля, Тонка, Сироватка.
На території району знаходиться 166 ставків, площа яких становить 956 га. Природно-заповідний фонд району налічує 9 заповідних територій та об'єктів загальною площею 1849,9 га, що становить 1,37 % території району. На території району є парк—пам'ятка садово-паркового мистецтва місцевого значення «Великобобрицький», площею 8 га.
Загальна площа лісів лісового фонду становить 34,6 тис. га, що становить 25,4 % від площі району. Хвойні насадження становлять 10,1 %, твердолистяні — 79,5 %, м'яколистяні породи — 10,4 %.
На території району росте понад 100 видів лікарських рослин, 40 видів рослин та близько 80 видів тварин занесених до Червоної книги України.

## Історія
Виникнення Краснопілля пов'язане з будівництвом Бєлгородської оборонної лінії, призначеної для захисту південних кордонів Московської держави від грабіжницьких наскоків кримських і ногайських татар. Близько 1640 року спорудили невеличкий острог — укріплення Краснопілля.
Починаючи з 1651 року, поселення швидко зростало. Наприкінці 50—х років XVII ст. Краснопілля стало сотенним містечком Сумського слобідського козацького полку. У 1673 році тут виникла чимала фортеця, де мешкало 1136 осіб. У першій половині XVIII ст. містечко мало власну символіку — печатку з гербом (у щиті — хрест із сяйвом, поставлений на півмісяці).
Після скасування козацького устрою в Слобідській Україні в 1765 році Краснопілля стало військовою слободою Сумської провінції. За адміністративною реформою 1782 року цю слободу включено до складу Охтирського повіту Харківського намісництва. Після перетворення Харківського намісництва 1796 року в Слобідсько-Українську губернію (з наступним перейменуванням її 1835 року в Харківську) Краснопілля залишалося волосним центром (з офіційним статусом слободи) аж до початку XX століття.
Серед навколишніх сіл і слобід Краснопілля славилося своїми ярмарками, де продавали сільськогосподарські продукти, коней, велику рогату худобу, вівці, рибу, птицю, сіль, кустарні вироби, тканини, посуд. Товари привозили з Сум, Курська, Рильська, Обояні та інших міст.
В другій половині XIX — на початку XX ст. Краснопілля поступово зростало. У 1886 році в ньому мешкало 5656 осіб, а в 1913 — 7468.
Економічному розвитку Краснопілля сприяло прокладення через слободу Бєлгород — Сумської залізниці, будівництво якої почалося 1898 року. Перший поїзд пройшов тут 2 серпня 1901 року. Краснопілля стало станцією цієї залізниці. Після спорудження залізничної станції багато Краснопільців стали перевозити вантажі від станції до цукрових заводів, збудованих в Славгороді, Мезенівці, Угроїдах.
1923 рік приніс істотні зміни в адміністративному статусі Краснопілля. З березня воно — центр новоутвореного Краснопільського району Сумської округи.

## Адміністративний поділ
Район адміністративно-територіально поділяється на 2 селищні ради і 16 сільських рад, які об'єднують 57 населених пунктів та підпорядковані Краснопільській районній раді.

## Корисні копалини
Всі корисні копалини району належать до категорії нерудних: крейда, торф, глина.
З розвіданих і оцінених корисних копалин, запаси крейди в районі становлять 8 млн тонн, а неоцінені — 52 млн тонн. Місткість крейди в породі сягає 92—96 відсотків. Це дає можливість застосувати її для виробництва будівельних матеріалів, у сільському господарстві як засіб для вапнування ґрунтів, в комбікормовому виробництві — як добавки до комбікорму, а також у фармації — для виробництва медичних препаратів.
Мале підприємство «Горизонт», яке займається видобування крейди, малопотужне і потребує інвестиційних вкладень.
Район багатий також і на глину — сировину для виробництва керамічної цегли. Одне із розвіданих і науково—обрахованих родовищ глини знаходиться в с. Мала Рибиця. Його запаси становлять при річному виробництві 10—12 млн штук цегли — до 30 років і для їх використання необхідне створення нового виробництва або реконструювати цегельний завод Миропільської госпрозрахункової дільниці, яка розташована в с. Миропілля на відстані 5 км від родовища.

## Населення
Розподіл населення за віком та статтю (2001)
| Стать | Всього | До 15 років | 15-24 | 25-44 | 45-64 | 65-85 | Понад 85 |
| --- | ------ | ----------- | ----- | ----- | ----- | ----- | -------- |
| Чоловіки | 15 885 | 3010        | 2188  | 4713  | 3802  | 2052  | 120      |
| Жінки | 18 225 | 2860        | 1917  | 4246  | 4538  | 4126  | 538      |
| \| Статево-вікова піраміда \| Статево-вікова піраміда \| Статево-вікова піраміда \| \| ----------------------- \| ----------------------- \| ----------------------- \| \| Чоловіки \| Вік \| Жінки \| \| 120 \| 85 + \| 538 \| \| 150 \| 80-84 \| 597 \| \| 425 \| 75-79 \| 1272 \| \| 727 \| 70-74 \| 1304 \| \| 750 \| 65-69 \| 953 \| \| 1209 \| 60-64 \| 1673 \| \| 552 \| 55-59 \| 775 \| \| 940 \| 50-54 \| 1050 \| \| 1101 \| 45-49 \| 1040 \| \| 1308 \| 40-44 \| 1182 \| \| 1166 \| 35-39 \| 1100 \| \| 1171 \| 30-34 \| 972 \| \| 1068 \| 25-29 \| 992 \| \| 1047 \| 20-24 \| 979 \| \| 1141 \| 15-20 \| 938 \| \| 1208 \| 10-14 \| 1224 \| \| 1022 \| 5-9 \| 929 \| \| 780 \| 0-4 \| 707 \| |        |             |       |       |       |       |          |
| Статево-вікова піраміда |        |             |       |       |       |       |          |
| Чоловіки | Вік    | Жінки       |       |       |       |       |          |
| 120 | 85 +   | 538         |       |       |       |       |          |
| 150 | 80-84  | 597         |       |       |       |       |          |
| 425 | 75-79  | 1272        |       |       |       |       |          |
| 727 | 70-74  | 1304        |       |       |       |       |          |
| 750 | 65-69  | 953         |       |       |       |       |          |
| 1209 | 60-64  | 1673        |       |       |       |       |          |
| 552 | 55-59  | 775         |       |       |       |       |          |
| 940 | 50-54  | 1050        |       |       |       |       |          |
| 1101 | 45-49  | 1040        |       |       |       |       |          |
| 1308 | 40-44  | 1182        |       |       |       |       |          |
| 1166 | 35-39  | 1100        |       |       |       |       |          |
| 1171 | 30-34  | 972         |       |       |       |       |          |
| 1068 | 25-29  | 992         |       |       |       |       |          |
| 1047 | 20-24  | 979         |       |       |       |       |          |
| 1141 | 15-20  | 938         |       |       |       |       |          |
| 1208 | 10-14  | 1224        |       |       |       |       |          |
| 1022 | 5-9    | 929         |       |       |       |       |          |
| 780 | 0-4    | 707         |       |       |       |       |          |

Національний склад населення за даними перепису 2001 року:
| Національність | Кількість осіб | Відсоток |
| -------------- | -------------- | -------- |
| українці       | 31104          | 91,18 %  |
| росіяни        | 2667           | 7,82 %   |
| білоруси       | 171            | 0,50 %   |
| молдовани      | 41             | 0,12 %   |
| вірмени        | 20             | 0,06 %   |
| інші           | 110            | 0,32 %   |

Мовний склад населення за даними перепису 2001 року:
| Мова       | Кількість осіб | Відсоток |
| ---------- | -------------- | -------- |
| українська | 31737          | 93,03 %  |
| російська  | 2215           | 6,49 %   |
| білоруська | 95             | 0,28 %   |
| молдовська | 23             | 0,07 %   |
| вірменська | 14             | 0,04 %   |
| інші       | 29             | 0,09 %   |

## Політика
25 травня 2014 року відбулися Президентські вибори України. У межах Краснопільського району була створена 41 виборча дільниця. Явка на виборах складала — 62,00 % (проголосували 13 943 із 22 488 виборців). Найбільшу кількість голосів отримав Петро Порошенко — 47,32 % (6 598 виборців); Юлія Тимошенко — 23,14 % (3 227 виборців), Олег Ляшко — 9,40 % (1 311 виборців), Сергій Тігіпко — 5,30 % (739 виборців), Анатолій Гриценко — 3,71 % (517 виборців). Решта кандидатів набрали меншу кількість голосів. Кількість недійсних або зіпсованих бюлетенів — 1,20 %.

## Пам'ятки
У Краснопільському районі Сумської області на обліку перебуває 57 пам'яток історії.
У Краснопільському районі Сумської області на обліку перебуває 28 пам'яток архітектури.

## Персоналії
- Грабовський Павло Арсенович — український письменник. 1964 року на честь поета його рідне село Пушкарне назване Грабовським. Тут відкрито музей і встановлено пам'ятник видатному землякові.
- Мірний Іван Іванович — український громадсько-політичний і державний діяч, член делегації УНР на Паризькій мирній конференції. На його честь в рідному селі в 2013 році відкрито меморіальну дошку[4].